# Першин, Виктор Иванович (контр-адмирал)
Ви́ктор Ива́нович Пе́ршин (16 марта 1902, Санкт-Петербург — 19 мая 1968, Ленинград) — советский инженер, директор ЦНИИ им. академика А. Н. Крылова, инженер-контр-адмирал.

## Биография
Виктор Першин родился 16 марта 1902 года в Санкт-Петербурге. Отец Виктора работал столяром, мать была домохозяйкой. Виктор был младшим из трёх сыновей в семье. В 1913 году он окончил Начальное Городское трехклассное училище, в 1918 году — окончил Высшее Начальное четырёхклассное училище и поступил в Петроградский техникум водного транспорта. В 1922 году поступил на кораблестроительное отделение Военно-Морского Инженерного Училища, которое окончил в 1927 году с дипломом корабельного инженера. В 1931 году окончил обучение в Военно-морской академии, после которого служил на Николаевском судостроительном заводе. С 1935 года работал в Научно-Исследовательском Институте Военного Кораблестроения в Ленинграде. В 1938 году назначен начальником отдела прочности в ЦНИИ-45, а с 20 апреля 1940 года возглавлял этот институт. В годы войны руководил эвакуацией ЦНИИ-45 в Казань, оставшись при этом в блокадном Ленинграде. После войны занимался реэвакуацией института, исследовал проблему трещинообразования при сварке корпусов из стали новых марок, работал над улучшением мореходности эсминцев, участвовал в расследовании гибели линкора «Новороссийск», разработал испытания кораблей в условиях предельных штормовых нагрузок. В 1950-х годах Виктор Иванович принимал участие в создании первой советской атомной подводной лодки. В 1963 году из-за серьёзной болезни сердца был уволен с военной службы в звании инженер-контр-адмирал.
Виктор Иванович Першин умер 19 мая 1968 года в Ленинграде. Похоронен на Богословском кладбище.

## Награды
- 2 ордена Ленина (1944,1947), 2 ордена Красного Знамени (1944,1953), орден Отечественной войны I степени (1945), медали, в том числе медаль «За оборону Ленинграда». Лауреат Ленинской премии (1959), член Английского Королевского общества корабельных инженеров (1956).

## Память
Имя Виктора Першина в 1970—1993 годах носил морской тральщик проекта 266-М Тихоокеанского флота.